# Bitzensee
Der Bitzensee ist ein künstliches Stillgewässer in der Gemeinde Dieburg im Landkreis Darmstadt-Dieburg in Hessen..

## Geographie
Der Bitzensee ist maximal circa 240 m lang und maximal circa 100 m breit, seine Wasserfläche beträgt circa 2,4 ha.